# Nils John Nilsson
Nils John Nilsson, född 6 februari 1933 i Saginaw, Michigan, död 23 april 2019 i Medford, Oregon var en amerikansk datavetare. Han var en av de tidiga forskarna inom artificiell intelligens. Nilsson var den förste Kumagai Professor of Engineering i datavetenskap vid Stanforduniversitetet, från 1991 fram till att han gick i pension. Han är känd särskilt för sina bidrag till sökalgoritmer, automatisk planering, kunskapsrepresentation och robotik.